# Liste der Baudenkmale in Woquard
Die Liste der Baudenkmale in Woquard enthält die nach dem Niedersächsischen Denkmalschutzgesetz geschützten Baudenkmale in dem ostfriesischen Ort Woquard, der zu der Gemeinde Krummhörn gehört. Die Quelle der Baudenkmale ist der Denkmalatlas Niedersachsen. Der Stand der Liste ist der 31. März 2024.

## Allgemein
In den Spalten befinden sich folgende Informationen:
- Lage: die Adresse des Baudenkmales und die geographischen Koordinaten. Kartenansicht, um Koordinaten zu setzen. In der Kartenansicht sind Baudenkmale ohne Koordinaten mit einem roten Marker dargestellt und können in der Karte gesetzt werden. Baudenkmale ohne Bild sind mit einem blauen Marker gekennzeichnet, Baudenkmale mit Bild mit einem grünen Marker.
- Bezeichnung: Bezeichnung des Baudenkmales
- Beschreibung: die Beschreibung des Baudenkmales. Unter § 3 Abs. 2 NDSchG werden Einzeldenkmale und unter § 3 Abs. 3 NDSchG Gruppen baulicher Anlagen und deren Bestandteile ausgewiesen.
- ID: die Objekt-ID des Baudenkmales
- Bild: ein Bild des Baudenkmales, ggf. zusätzlich mit einem Link zu weiteren Fotos des Baudenkmals im Medienarchiv Wikimedia Commons. Wenn man auf das Kamerasymbol klickt, können Fotos zu Baudenkmalen aus dieser Liste hochgeladen werden:

| Lage                                     | Bezeichnung             | Beschreibung | ID       | Bild           |
| ---------------------------------------- | ----------------------- | --- | -------- | -------------- |
| Karkpadd 2a 53° 25′ 51″ N, 7° 5′ 3″ O    | Marienkirche            | Einschiffiger Backsteinbau mit halbrundem Ostabschluss und Westturm (Ende 19. Jh. errichtet). 1789.                                                              | 34669428 | Weitere Bilder |
| Karkpadd 2a 53° 25′ 51″ N, 7° 5′ 3″ O    | Marienkirche (Friedhof) | | 34669453 | BW             |
| Laugstroat 26 53° 25′ 52″ N, 7° 4′ 58″ O | Landarbeiterhaus        | Rohziegelbau mit rekonstruierten Blockrahmenfenstern. 1819. | 34669521 | BW             |
| Zinnerweg 5 53° 25′ 48″ N, 7° 4′ 56″ O   | Gulfhof                 | Mehrfach erweiterter Gulfhof, Gulfgerüst im Kern 16. Jh.; Wohnhaus unter Krüppelwalmdach, Fenster original, erbaut 1906, seitlich angebaute Feldscheune um 1910. | 34669497 | BW             |
| Zinnerweg 5 53° 25′ 47″ N, 7° 4′ 58″ O   | Gulfhof (Garten)        | | 34669567 | BW             |
| Zinnerweg 5 53° 25′ 46″ N, 7° 4′ 58″ O   | Gulfhof (Graft)         | | 34669544 | BW             |